# كنيسة زيلينتشوك الوسطى
كنيسة زيلينتشوك الوسطى (بالروسية: Средний Зеленчукский храм) هي كنيسة ألانية تعود إلى أوائل القرن العاشر تقع في أرخيز، وهي منطقة جبلية في قراتشاي - تشيركيسيا. الكنيسة واحدة من كنائس زيلينتشوك وأقدمها التي تقع في مستوطنة أرخيز السفلى.
تم بنائها على مرحلتين: بدأ البناء في أوائل القرن العاشر، وانتهى في عام 932، عندما تم طرد المسيحيين من الإمبراطورية اللآلانية. انتهت المرحلة الثانية حوالي 950-960 عندما عاد الألانيون إلى المسيحية، مع تغييرات صغيرة فقط على التصميم الأصلي.